# ثيلما هوبكينز
ثيلما هوبكينز (بالإنجليزية: Thelma Hopkins) هي منافسة ألعاب القوى بريطانية، ولدت في 16 مارس 1936 في كينغستون أبون هال في المملكة المتحدة.

## وصلات خارجية
- ثيلما هوبكينز على موقع اللجنة الأولمبية الدولية (الإنجليزية)
- ثيلما هوبكينز على موقع أوليمبيديا (الإنجليزية)
- ثيلما هوبكينز على موقع اللجنة الأولمبية البريطانية (الإنجليزية)
- ثيلما هوبكينز على موقع اتحاد ألعاب الكومنولث (مؤرشف) (الإنجليزية)